# HyNetherlands
HyNetherlands is een Nederlands project dat de ontwikkeling van grootschalige productie, transport, opslag en toepassing van groene waterstof omvat. Het project is van Engie in samenwerking met onder andere Nederlandse Gasunie. Gasunie richt zich op transport en opslag van de groene waterstof. Engie gaat de fabriek bouwen die groene waterstof produceert: een elektrolyser met het vermogen van 100 MW. Het is de bedoeling dat de HyNetherlands elektrolyser in de toekomst verder opgeschaald wordt naar gigawatt-schaal.
De beoogde locatie is de Eemscentrale in de Eemshaven. Hiervoor is gekozen omdat Noord-Nederland een geschikte locatie is voor een grootschalige waterstofketen vanwege de aanwezigheid van groene stroom, het goede en uitgebreide bestaande gasnetwerk, de gasopslagmogelijkheden en de aanwezigheid van grote industriële gebruikers van waterstof in Chemiepark Delfzijl.

## Tijdslijn
Het project werd in oktober 2018 aangekondigd door ENGIE tijdens de Wind Meets Gas-conferentie in Groningen. ENGIE en Gasunie hebben een haalbaarheidsstudie gedaan voor een elektrolyser van 100 Megawatt. Deze studie is in 2020 afgerond. De eerste grootschalige productie van groene waterstof staat gepland voor 2024.